# Hauérite
L'hauérite (ou hauerite) est un minéral sulfure de manganèse de formule chimique MnS2. Elle forme des cristaux octaédriques brun rougeâtre ou noir avec la structure de la pyrite et on la trouve généralement associée aux sulfures d'autres métaux de transition tels que la rambergite. Elle apparait dans des environnements à basse température, riches en soufre associés à des fumerolles et des dépôts de sel en association avec du soufre natif, du réalgar, du gypse et de la calcite. Son symbole IMA est Hr. 
Elle a été découverte en Autriche-Hongrie à Kalinka (actuellement village de Vígľašská Huta-Kalinka) dans un gisement de soufre près de Detva dans l'actuelle Slovaquie en 1846 et nommée d'après les géologues autrichiens, Joseph Ritter von Hauer (1778–1863) et Franz Ritter von Hauer (1822–1899).  
On le trouve au Texas, aux États-Unis, dans l'Oural en Russie et en Sicile, Italie,. En 2023, de nombreux autres gisements sont répertoriés dans le monde.
Sous haute pression (P > 11 GPa), l'hauerite subit un effondrement important du volume de la cellule unitaire (22 %) entraîné par une transition d'état de spin.
| |  | |
| Octaèdres tronqués et octaèdre avec un minimum de modifications cubiques d'une hauérite d'Italie, dans une configuration complexe. Le plus grand cristal mesure 1,6 cm de diamètre. On ne voit presque jamais la hauérite dans une matrice parce qu'elle est faite de kaolinite décomposée. |  | Cristaux aigus d'environ 4 mm, saillants d'une matrice. Mine Jeziorka, Podkarpackie, Pologne. 3,8 × 3,6 × 1,8 cm |